# Stade Balibiè
Stade Balibiè – piłkarski stadion w Koudougou w Burkinie Faso. Stadion mieści 5 000 osób. Na stadionie grają zawodnicy klubu ASEC Koudougou.